# Marquage électronique de la faune sauvage

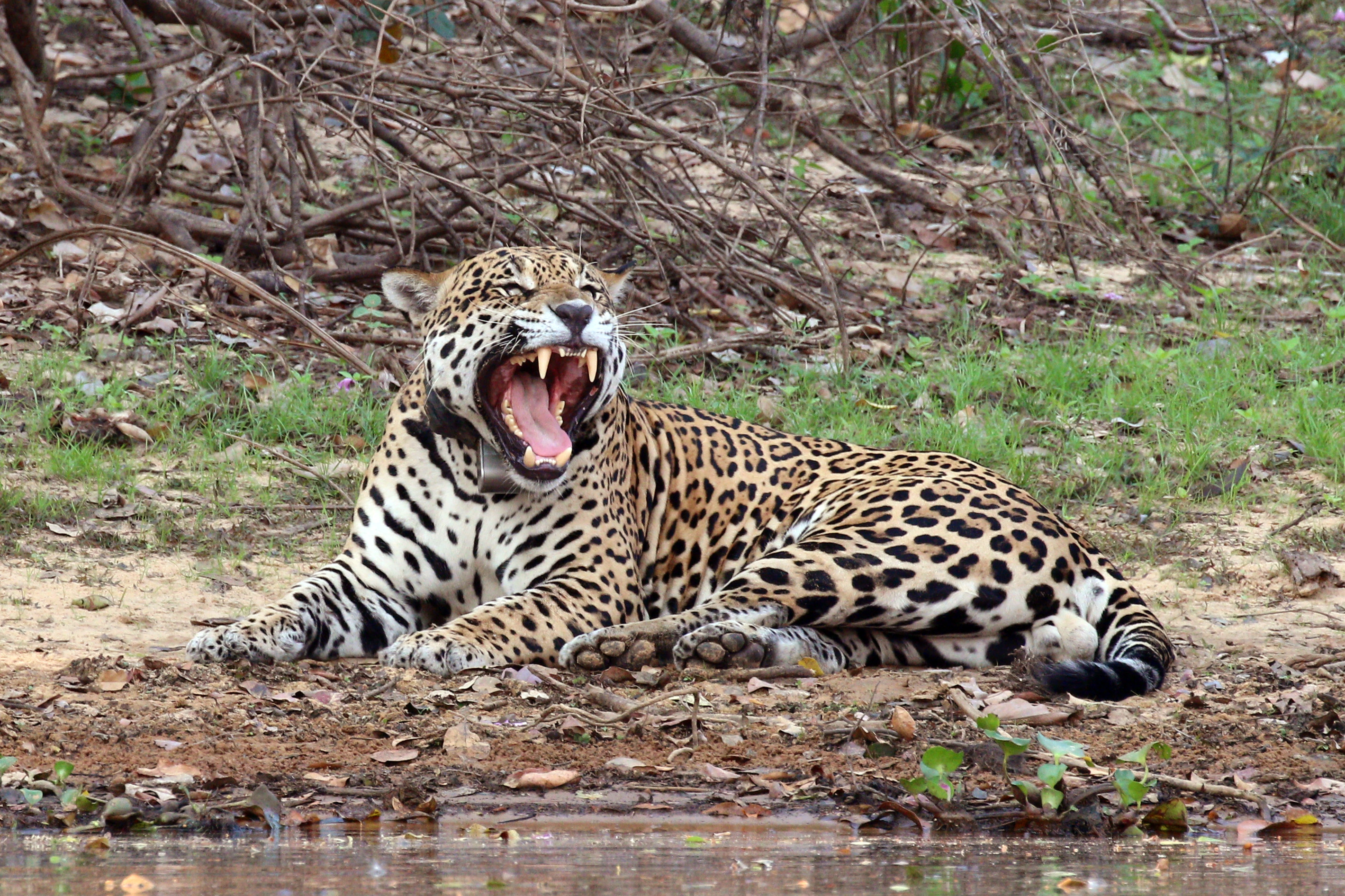
Jaguar portant un collier de suivi au Brésil

Le marquage électronique de la faune sauvage (encore appelé balisage ou tagging) est un système d'identification et de suivi des animaux à des fins scientifiques. Il se base sur diverses technologies généralement associées aux systèmes GPS, Argos ou GPRS.